# Parachernes rubidus
Espèce
Synonymes
- Chelifer rubidus Ellingsen, 1906

Parachernes rubidus est une espèce de pseudoscorpions de la famille des Chernetidae.

## Distribution
Cette espèce se rencontre en Guinée-Bissau, au Côte d'Ivoire, à Sao Tomé-et-Principe, au Cameroun, au Gabon, au Congo-Brazzaville, au Congo-Kinshasa, en Centrafrique et en Équateur.

## Description
L'holotype mesure 3 mm.

## Publication originale
- Ellingsen, 1906 : Report on the pseudoscorpions of the Guinea Coast (Africa) collected by Leonardo Fea. Annali del Museo Civico di Storia Naturale di Genova, sér. 3, vol. 2, p. 243-265 (texte intégral).